# Alentours
Alentours es el décimo sexto álbum de estudio oficial de la banda chilena Quilapayún, publicado en 1980. El título está en francés, y en español significa «Espacio».

## Lista de canciones
| N.º | Título | Letras           | Música                        | Duración |  |
| 1.  | «Mi Patria» (2a versión; 1a es del álbum Patria)                                                                    | Fernando Alegría | E. Carrasco & P. Rabbath */** |          |  |
| 2.  | «Canto negro» | Nicolás Guillén  | Eduardo Carrasco              |          |  |
| 3.  | «La vida total» | Patricio Manns   | E. Carrasco & P. Rabbath *    |          |  |
| 4.  | «Vals de Colombes»                                                                                                  | instrumental     | Eduardo Carrasco **           |          |  |
| 5.  | «Patria de multitudes» (2a versión; 1a es de Patria)                                                                | Hernán Gómez     | E. Carrasco & P. Rabbath */** |          |  |
| 6.  | «Quand les hommes vivront d'amour»                                                                                  |                  |                               |          |  |
| 7.  | «Oguere» | popular cubana   | popular cubana ***            |          |  |
| 8.  | «Te recuerdo Amanda» (en inglés)                                                                                    | Víctor Jara      | Víctor Jara                   |          |  |
| 9.  | «Vamos mujer (Canción II + interludio instrumental II)» (2a versión; 1a es de la Cantata de Santa María de Iquique) | Luis Advis       | Luis Advis                    |          |  |
| 10. | «Solidaritats Lied»                                                                                                 |                  |                               |          |  |

* Orquestación y dirección de orquesta por Pierre Rabbath
** Arreglos por Quilapayún
*** Arreglos por Manguare

## Créditos
Quilapayún
- Eduardo Carrasco
- Carlos Quezada
- Willy Oddó
- Hernán Gómez
- Rodolfo Parada
- Hugo Lagos
- Guillermo García
- Ricardo Venegas